# Communauté des Béatitudes
Pour les articles homonymes, voir Béatitudes (homonymie).
La communauté des Béatitudes est une communauté catholique, dans la mouvance du renouveau charismatique, fondée en France en 1973 par Gérard Croissant sous le nom de communauté du Lion de Juda et de l'Agneau Immolé.
Elle est reconnue en 2002 comme « association privée internationale de fidèles » de droit pontifical. En 2020 elle est érigée en « famille ecclésiale de vie consacrée » par l'archevêque de Toulouse, Robert Le Gall, sous l'autorité romaine de la Congrégation pour les instituts de vie consacrée et les sociétés de vie apostolique.
L'histoire de la communauté a été marquée par des dérives sectaires qui ont conduit à sa mise sous tutelle par le Saint-Siège entre 2010 et 2015, et par de nombreux scandales d'abus sexuels depuis 2008 sur lesquels le Tribunal pénal canonique national mène une enquête depuis 2023.

## Historique

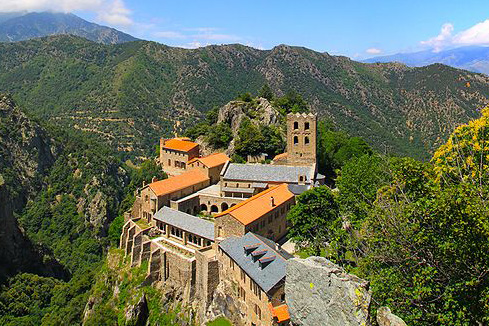
L'abbaye Saint-Martin du Canigou, confiée à la communauté des Béatitudes en 1987.

### Fondation
Deux couples mariés, Josette et Gérard Croissant et Jean-Marc et Mireille Hammel, entament une vie communautaire à Montpellier le 25 mai 1973. Tous sont protestants, à l'exception de Josette Croissant. Gérard Croissant, qui se destinait à devenir pasteur,, se convertit au catholicisme lors d'un séjour à Rome à la Pentecôte 1975. Encouragé par Marthe Robin, il confesse la foi catholique en 1976, accompagné des premiers membres de la communauté. Il prendra le nom d'« Éphraïm » lors de son ordination diaconale en 1978. 
Au noyau initial s'ajoutent de nouveaux membres, désireux de mener une vie  de type monastique sur le modèle des premières communautés chrétiennes, avec un accent porté sur la redécouverte des racines juives du christianisme. « Le trait spécifique et nouveau propre à la Communauté fut la qualité laïque des premiers membres, presque tous des couples mariés, avec leurs enfants. Fortement marqués par l'Arche de Lanza del Vasto, que le fondateur avait beaucoup fréquenté, stimulés par l'enseignement du Concile sur l'appel universel à la Sainteté, ils considéraient que la voie de la radicalité monastique n’est pas réservée aux seuls célibataires consacrés, mais peut également concerner des laïcs mariés. »
En 1975, la communauté s'installe dans le diocèse d'Albi, où elle prend le nom de « communauté du Lion de Juda et de l'Agneau immolé » qu'elle abandonne en 1991 en devenant la « communauté des Béatitudes ».
En 1978, parmi les membres de la communauté, plusieurs hommes et femmes célibataires font vœu de chasteté, de pauvreté et d'obéissance. À cette occasion, ils reçoivent des noms de profession ainsi qu'un habit, signe de leur consécration.

### Développement jusqu'en 2008
Le 19 janvier 1979, la communauté est reconnue au niveau diocésain par Robert Coffy, archevêque d'Albi, en tant que « pieuse union ». Le 1er janvier 1985, elle est reconnue par ce même archevêque comme « association privée de fidèles de droit diocésain ». La communauté compte alors trois cents membres, répartis dans quinze « maisons » dont six hors de France. En 1985 a lieu la première ordination sacerdotale. Le nombre des membres consacrés et des prêtres ne cesse d'augmenter. Cette croissance des effectifs favorise des fondations dans le monde entier,.
Roger Meindre, nouvel archevêque d'Albi, approuve en 1994 de nouveaux statuts pour cinq ans ad experimentum.
Le 8 décembre 2002, la communauté est érigée en « association privée internationale de fidèles » de droit pontifical par le Conseil pontifical pour les laïcs du Saint-Siège. La direction de la communauté des Béatitudes est assurée par un modérateur général et de nouveaux statuts sont à nouveau approuvés ad experimentum pour une durée de cinq ans. À cette date, la communauté compte environ mille deux cents membres et 75 maisons dans le monde entier.

### Restructuration et refondation
À la fin des années 2000, « des révélations en cascade font alors état de dérives sectaires, de sévices sexuels et de pédocriminalité, et dévoilent une gouvernance dysfonctionnelle. »
C'est alors que le Conseil pontifical pour les laïcs se penche en 2008 sur les statuts de la communauté. Ayant constaté que le port de l'habit monastique et l'usage d'un prénom de profession sont « non conformes au statut de laïc », il demande à la communauté de clarifier sa position par rapport au fait que « certains membres aspirent à une véritable consécration religieuse, avec tout ce que cela comporte (émission de vœux publics, vie fraternelle en communauté, prise d'habit…) ». Concernant le statut des personnes vivant en famille, le texte indique qu'« elles doivent avoir une habitation séparée et indépendante, et pouvoir exercer une activité professionnelle rémunérée et avec la couverture sociale prévue par la législation ». À partir de ces directives, la communauté cesse de relever du Conseil pontifical pour les laïcs et passe sous l'autorité de la Congrégation pour les instituts de vie consacrée. Une clarification des statuts, prévue pour novembre 2008, est reportée en raison de l'affaire de pédophilie en cours devant les tribunaux. L'assemblée générale a finalement lieu en octobre 2009.
En raison des dérives sectaires observées, la communauté est placée en 2010 sous la tutelle du dominicain Henry Donneaud nommé commissaire pontifical afin d'assainir la communauté. Il conduit un processus de restructuration qui porte sur de nouveaux statuts finalement publiés en juin 2011. Ils introduisent des distinctions entre les différents états de vie, consacrés hommes, femmes, et laïcs en vue de transformer la communauté des Béatitudes en « famille ecclésiale de vie consacrée », statut juridique inédit dans l’Église catholique,, :
- La communauté est désormais composée de trois branches : frères consacrés (prêtres inclus), sœurs consacrées, et laïcs associés (mariés ou célibataires, incluant les diacres permanents).
- Chaque branche élit son gouvernement propre. Un président élu, nécessairement consacré, assure l'unité des trois branches.
- La distinction des statuts entre consacrés et laïcs manifeste une mise en œuvre propre aux familles et célibataires plus fidèle au droit canon et à la tradition de l'Église. Leur formation est séparée.
- Les familles bénéficient nécessairement d'un logement autonome et de revenus propres.
- Les lieux résidentiels sont distincts et fondamentaux, même si un « foyer » peut réunir sur un même site plusieurs « maisons » de branches séparées.

La communauté est dans un premier temps refondée le 29 juin 2011 comme association publique de fidèles de droit diocésain par Robert Le Gall, archevêque de Toulouse. La première assemblée générale élective, après avoir été reportée en 2012 en raison de l'insuffisante maturité du processus de restructuration, a lieu en octobre 2015. Anna Katharina Pollmeyer est élue présidente. Henry Donneaud cesse son mandat de commissaire pontifical mais est nommé assistant apostolique auprès de la communauté.
En décembre 2020, la communauté est enfin érigée sous le statut de « famille ecclésiale de vie consacrée » de droit diocésain par Robert Le Gall sous l'autorité de la Congrégation pour les instituts de vie consacrée et les sociétés de vie apostolique.
À l'occasion du cinquantenaire de la communauté, une délégation est reçue le 18 avril 2023 par le pape François qui leur prodigue ses encouragements : « Votre communauté apporte une contribution précieuse au dialogue interreligieux, à la promotion de la paix et à la défense des droits de l'homme, et votre témoignage est une source d'inspiration pour beaucoup. »,.
Le successeur de Robert Le Gall, Guy de Kerimel, à ce titre nouveau référent de la communauté, décide en octobre 2023 de repousser de 6 mois les élections du dirigeant des Béatitudes en accord avec le Dicastère pour les instituts de vie consacrée et les sociétés de vie apostolique. Johannes-Maria Poblotzki est élu président en mai 2024.

## Organisation

### Composition
La communauté est composée de trois branches : hommes consacrés (prêtres et diacres), femmes consacrées et laïcs associés. Les branches masculine et féminine sont chacune sous l'autorité d'un Responsable général. La Branche laïque est composée de membres associés (mariés ou célibataires) et clercs (diacres permanents) sous l'autorité d'un Modérateur général. Les membres de la Branche laïque prennent part au gouvernement de la communauté selon des modalités particulières définies dans les Statuts Généraux et dans les Statuts propres de la Branche laïque.
Un minimum de sept années de « discernement » sont requises pour s'engager définitivement dans cette communauté. Les personnes qui veulent avoir un lien particulier (spirituel ou apostolique) avec la communauté peuvent également devenir « membres d'alliance ».

### Dirigeants
La communauté est gouvernée par un président, homme ou femme, élu parmi ses membres consacrés par l'assemblée générale. Il est entouré d'un assistant général et du conseil général, et travaille en collaboration avec les responsables des branches.
Chaque branche est gouvernée par un responsable général entouré d'un assistant général et d'un conseil de branche. Le président et les responsables des branches sont élus pour un mandat de 4 ans renouvelable une fois. Le conseil général de la communauté est composé du président, de l'assistant, des trois responsables et des trois assistants de branche.
Liste des responsables depuis la fondation.
| Nom                      | Dates des mandats | Intitulé               |
| ------------------------ | ----------------- | ---------------------- |
| Gérard Croissant, diacre | 1973 - 1985       | Fondateur / berger     |
| Philippe Madre, diacre   | 1985 - 1992       | Berger puis modérateur |
| Fernand Sanchez, diacre  | 1992 - 2000       | Modérateur général     |
| François-Xavier Wallays  | 2000 - 2010       | Modérateur général     |
| Henry Donneaud, op       | 2010 - 2015       | Commissaire pontifical |
| Anna-Katharina Pollmeyer | 2015 - 2024       | Présidente             |
| Johannes-Maria Poblotzki | 2024 -            | Président              |

## Apostolats

### Activités caritatives
La communauté a créé en 1981 l'association « Mère de Miséricorde » destinée à dissuader des femmes de recourir à l'avortement,, et la maison du Cottolengo (fermée en 2012) à Cordes-sur-Ciel pour accueillir des personnes atteintes du sida et des homosexuels et les remettre dans le « droit chemin ».
La communauté s'établit en 1982 à Kabinda en République Démocratique du Congo où elle assure depuis la gestion d'un hôpital et d'un centre de nutrition. En 1985, elle bâtit le monastère de Marie Mère du Verbe à Bangui, en République centrafricaine. Lors de la troisième guerre civile centrafricaine, en 2013, le monastère accueille au mois de mars environ 250 enfants, puis, en décembre, lors de la bataille de Bangui, jusqu'à 17 000 réfugiés, ce qui incite la FOMAC puis la MISCA à le protéger militairement. Au bout de quelques jours à gérer seule l'afflux de ces réfugiés, la communauté reçoit l'aide d'autres ONG caritatives (Caritas, CICR, enfin PAM).
À Tan-Thong, au Vietnam, la communauté a fondé un orphelinat et s'occupe de jeunes en grande précarité. À Bamako au Mali, elle a créé en 1996 un foyer d'accueil pour des jeunes femmes en détresse. Les Béatitudes proposent différents services pour aider les personnes en difficulté en France et à l'étranger. La communauté accueille des SDF dans ses maisons ponctuellement ou pour des séjours plus longs avec le Foyer d'Accueil et de Réinsertion (FAR) de Pont-Saint-Esprit. Pour aider ces missions, la communauté des Béatitudes a créé Alliances Internationales, ONG qui a pour but de soutenir des projets humanitaires, des actions d'assistance et de bienfaisance visant au « développement intégral de la personne » dans les domaines de la santé et de l'éducation.

### Communication
Dès ses débuts, la communauté a investi le domaine de l'évangélisation par les médias : les cassettes avec Diakonia, la revue Feu et lumière, puis les Éditions des Béatitudes[réf. nécessaire].

#### Télé-réalité:Bienvenue au monastère
En 2023, l'émission de télé-réalité, Bienvenue au monastère, pour la chaine de télévision C8, est filmée au sein du couvent Saint-Dominique de Corbara géré par la communauté Saint-Jean. Deux « coachs spirituels », sœur Catherine Thiercelin de la communauté des Béatitudes et frère Baudouin Ardillier de la communauté Saint-Jean, participent à l'émission avec quelques personnalités « people »,. Pour Gaétan Supertino, journaliste du Monde, le choix des communautés religieuses retenues, interrogent car celles-ci sont « régulièrement » mises en cause pour des abus spirituels ou des violences sexuelles. Véronique Margron, présidente de la Conférence des religieux et religieuses de France, faisant référence aux abus sexuels dans la communauté Saint-Jean particulièrement d'actualité en 2023, se dit surprise du lieu de tournage : « C’est une douleur inutile infligée aux victimes qui, pour certaines, ne se sont toujours pas fait connaître ou qui sont engagées dans un long processus de réparations ». Quant aux victimes, elles redoutent « que cela donne envie à des jeunes de rejoindre » ces communautés.

### Polémiques liées à l'homosexualité et à son traitement
La communauté des Béatitudes est mise en cause en 2019 par un documentaire et un livre d'enquête pour son utilisation des thérapies de conversion. Benoît Berthe-Siward, membre du collectif « Rien à guérir », favorable à une législation en France contre ce type de pratiques, interdites depuis 2022, affirme avoir été conduit plusieurs fois adolescent dans une session dite de « guérison des blessures intérieures » organisée par les Béatitudes au Château Saint-Luc à Cuq-les-Vielmur dans le Tarn,,,. En septembre 2020, la communauté réagit à ces deux publications dans un communiqué. Elle assure n'avoir « jamais proposé de sessions spécifiques à destination des personnes homosexuelles » même si elle reconnaît que des « personnes homosexuelles ont pu être accueillies dans ce cadre ». Elle exprime « ses profonds regrets » à celles qui « ont été blessées par l’accompagnement jugé inapproprié qui leur a été proposé à l’époque ». Elle affirme se désolidariser « très clairement des "thérapies de conversion" de l’homosexualité ou "homothérapies" ».
Les Éditions des Béatitudes ont publié plusieurs ouvrages hostiles à ce qui est considéré comme une « théorie du genre », au mouvement LGBT, et au mariage pour tous,,. Le livre de Jean-Benoît Casterman, initialement publié en 2006 et réédité en 2011, se retrouve au cœur de deux polémiques en contexte scolaire : l'une en 2017 au lycée Sainte-Croix de Neuilly et une autre, en 2020, au lycée Notre-Dame de Kerbertrand à Quimperlé. Dans les deux cas, les réactions à l'ouvrage, jugé sexiste et homophobe par des élèves et des parents d'élèves, conduisent la direction à le retirer des séances d'éducation affective et sexuelle,,,. Contacté par Europe 1, le directeur des éditions des Béatitudes, Claude Brenti, reconnaît la maladresse des formulations du livre : « si on nous le proposait aujourd’hui, on ne le laisserait peut-être pas écrit comme ça ». L'éditeur publie en 2020 un communiqué indiquant que la première version du livre a été éditée en Afrique en 2004, que le livre n'est plus en vente, et que « les passages incriminés datent de l’époque où ils ont été écrits et ne correspondent pas à ce qu’on peut dire de l’homosexualité aujourd’hui ».
La communauté des Béatitudes figure dans la liste établie par Anthony Favier qui tient sur son blog un « observatoire des "homothérapies" religieuses sur le territoire français ». Historien, membre de la conférence de rédaction de Témoignage chrétien et de l'association David et Jonathan, Anthony Favier recense plusieurs acteurs, lieux et organisations en lien avec les Béatitudes qui pratiquent selon lui des thérapies de conversion[source secondaire nécessaire].

## Dérives sectaires
En 1996, dans un ouvrage intitulé Les Naufragés de l'esprit, d'anciens membres de communautés du Renouveau charismatique dénoncent publiquement des dysfonctionnements dans l'exercice du pouvoir et une obéissance conduisant à l'infantilisation des fidèles, qu'ils considèrent comme des dérives sectaires.
En 1997, la communauté organise des stages de programmation neuro-linguistique (PNL) jusqu'à ce qu'en 1999 les évêques réagissent en interdisant l'utilisation de cette pratique dans l'accompagnement spirituel. À la même époque, l'ennéagramme joint à la PNL a été occasionnellement promu comme méthode de management et d'accompagnement.
En 1998, la communauté est listée dans le Dico des sectes édité par le Centre contre les manipulations mentales,.
En 2000, la communauté s'affilie tardivement à la Caisse de retraite du clergé, mise en place progressivement en France à partir de 1978 pour ceux qui avaient le statut de prêtres ou de religieux. La non rétroactivité de cette affiliation a pour conséquence l'absence de droits à la retraite pour les membres de la communauté en ce qui concerne les années antérieures,.
Concernant l'une des maisons des Béatitudes, le château Saint-Luc situé à Cuq-les-Vielmur, qui se veut un lieu « d'accueil thérapeutique », l'antenne locale de l'UNADFI dénonce « une forme de psycho-mysticisme ou l'on mélange le religieux et les problèmes psychologiques personnels ». De son côté, la Miviludes indique par la voix de l'une de ses représentantes que « des rapports sur les activités des Béatitudes ont été adressés à l’Épiscopat. Sans résultat jusqu'à présent » : « le dossier des Béatitudes aurait figuré dans [son] rapport 2006 si la justice n'avait pas été saisie entre-temps. ».
À partir de 2007, la communauté est l'objet de plaintes en justice mais en dépose également une dizaine en retour pour diffamation. Plusieurs membres quittent la communauté et accusent celle-ci d'abus de pouvoir, d'abus spirituels, d'abus sexuels et de dérives sectaires,,,,,.
À la suite de ces dérives, le fondateur, Gérard Croissant (dit « Éphraïm »), et le premier responsable général, Philippe Madre, tous deux diacres permanents, sont renvoyés de l'état clérical respectivement en 2007 et 2010. Ce dernier avait été accusé en 2005 d’« abus sexuel par personne ayant autorité » dans le cadre de ses accompagnements spirituels.
Parallèlement, la presse publie entre 2007 et 2011 de nombreuses enquêtes très critiques sur la communauté des Béatitudes,,,. En 2009, un premier documentaire de 52 minutes, intitulé « Dans l'enfer des Béatitudes », est diffusé sur la chaîne 13e rue dans l'émission « Les Faits Karl Zéro ». En 2011, un second documentaire de 52 minutes, réalisé par la journaliste Sophie Bonnet, est diffusé le 14 novembre sur Canal + dans l'émission Spécial Investigation : « Les Béatitudes : une secte aux portes du Vatican ».
Le Centre contre les manipulations mentales publie en septembre 2012 le Livre noir de l'emprise psycho-spirituelle qui réunit 17 témoignages mettant notamment en cause la communauté des Béatitudes. Il comprend celui de Jean-Baptiste Tison, ancien provincial de la communauté pour le sud de la France, qui dit avoir observé de graves abus de la part de ses supérieurs. Les sessions « Agapè », un accompagnement « psycho-spirituel » qui a cours dans la communauté, sont présentées comme un lieu de « déviances graves et de manipulations mentales ».
Lors de la sortie du film Les Éblouis (2019) de Sarah Suco, qui dénonce  les dérives d'une communauté charismatique, la communauté conteste avoir servi de modèle : « Sarah Suco et sa famille n’ont jamais vécu dans la communauté des Béatitudes. ». Ce démenti fait suite à des interviews dans lesquelles la réalisatrice cite en exemple la communauté des Béatitudes.
À l'occasion de ses cinquante années d'existence, la communauté des Béatitudes publie en 2023 un livret d'une centaine de pages intitulé  « Hier et aujourd’hui » qui retrace l'histoire de la communauté depuis 1973. Il est envoyé gratuitement aux évêques et aux donateurs de la communauté et mis en vente en ligne. Anne de Richecour, déléguée générale de la Commission reconnaissance et réparation (CRR) « estime que le livre des Béatitudes ne “sera pas compris par les personnes abusées” et rappelle la nécessité d’une “vraie transparence” sur ces sujets. ». La communauté n'a pas adhéré à la CRR mise en place par la Corref pour indemniser les victimes d'abus sexuels dans des communautés religieuses. En tant qu'évêque référent de la communauté, l'attitude de Guy de Kerimel est critiquée par un collectif de victimes qui lui reproche son inaction sur cette question. À l'issue de leur assemblée générale, le 5 novembre 2023, les Béatitudes annoncent la création d'une commission pluridisciplinaire indépendante dont l'objectif « est de faire la lumière sur des manquements et déviances graves au sein de la communauté ».

## Affaires d'abus sexuels
Depuis 2008, de nombreux scandales émaillent la vie de la communauté, notamment la condamnation en 2011 de Pierre-Étienne Albert, ami proche du fondateur, pour avoir abusé de 57 enfants, ou plus récemment la mise en cause de trois prêtres, Dominique Savio et Henri Suso, ainsi que Bernard L.
Le 6 octobre 2023, le tribunal pénal canonique national annonce ouvrir une « enquête préliminaire à propos de différentes affaires mettant en cause des membres de la communauté des Béatitudes »,.

### Pierre-Étienne Albert
L'affaire Pierre-Étienne Albert est une affaire judiciaire mettant en cause Pierre-Étienne Albert, membre de la communauté des Béatitudes, accusé d'avoir agressé sexuellement 39 enfants entre 1985 et 2000. Celui-ci reconnaît l'ensemble des agressions sexuelles et donne le nom d'autres victimes pour lesquelles le tribunal ne peut statuer car les faits sont prescrits,.
Il est condamné à 5 ans de prison en décembre 2011 dans un premier jugement concernant 38 enfants.  Il est à nouveau condamné en 2015 à 3 mois de prison pour une agression sexuelle commise sur une jeune fille de 12 ans, et en 2025 à un an de prison pour des faits commis sur un garçon de 9 ans.

### Jacques Marin
En avril 2019, une ancienne religieuse de la communauté des Béatitudes dépose une plainte pour agression sexuelle à l'encontre du prêtre Jacques Marin, membre de la Mission de France et accompagnateur spirituel de la communauté du Verbe de Vie. Celui-ci était alors au service de la communauté des Béatitudes, qui l'a hébergé pendant près de trente ans, et y prêchait des retraites. Elle accuse Jacques Marin d'attouchements sexuels lors d'une confession en 1989 dans un lieu de retraite au domaine de Burtin à Nouan-le-Fuzelier. Deux autres victimes potentielles se sont fait connaître depuis. La Mission de France aurait informé la communauté des Béatitudes de ces abus au milieu des années 2010,,. Jacques Marin est décédé le 12 octobre 2019,.  
Au terme de deux ans de négociations, la Mission de France fait savoir le 22 décembre 2024 que la communauté des Béatitudes, qui n'a pas adhéré à la Commission reconnaissance et réparation en créant sa structure propre, a refusé de participer à ses côtés à l'indemnisation des trois victimes de Jacques Marin en son sein, contrairement au Verbe de Vie avant sa dissolution en 2023. Même si officiellement elle n'a pas donné de motif à ce refus, la communauté invoquerait que la Mission de France ne lui a pas fait part que Jacques Marin avait été déjà condamné en 2001 à ne plus confesser pendant une durée de trois mois. La communauté des Béatitudes n'a pas fait connaître par quels moyens elle comptait indemniser, le cas échéant, les victimes de Jacques Marin,. 

### Dominique Savio et Henri Suso

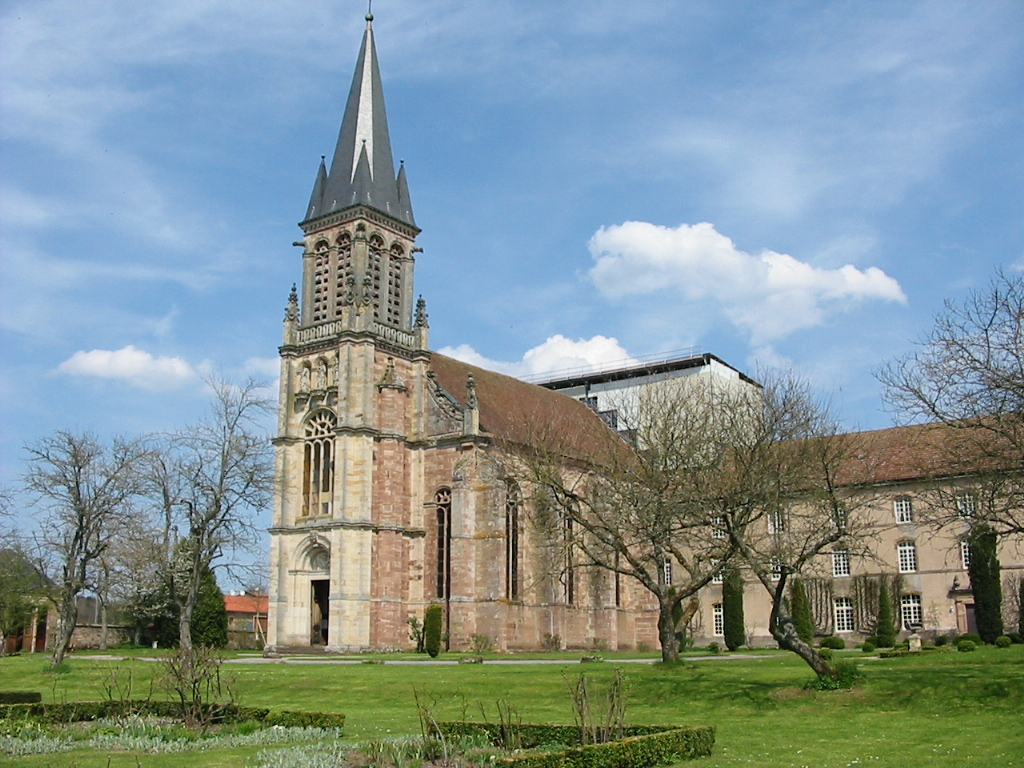
L'abbaye Notre-Dame d'Autrey dans le diocèse de Saint-Dié.

L'affaire Dominique Savio et Henri Suso concerne deux prêtres qui auraient commis des agressions sexuelles, dans les années 1990, à l'encontre d'anciens élèves de l'internat d'une école gérée par la communauté des Béatitudes au sein de l'abbaye Notre-Dame d'Autrey, dans les Vosges. Dix anciens élèves auraient été victimes d'agressions de la part de deux prêtres de l’internat, les pères Dominique Savio (alias Georges Silva, Martin de Tours ou Martin Silva) et Henri Suso (alias Marie-Bernard d’Alès). En 2008, Le Parisien mentionne le suicide de huit anciens élèves. Une autre victime alléguée, Yann Laurent, s'est suicidée en juin 2019. Henri Suso rejoint en 2012 le diocèse de Fréjus-Toulon,, et Dominique Savio est nommé « numéro deux » des Béatitudes en 2015 au côté de Anna-Katharina Pollmeyer, fonction dont il est écarté en janvier 2023 à la suite d'une enquête le concernant publiée par le journal La Croix.

### Bernard L.
Le 12 décembre 2021, un ressortissant congolais dénonce auprès de la communauté des Béatitudes des faits de viols, alors qu'il avait 15 ans, commis en 1999 dans une maison de la communauté à Makoua, par Bernard L., un prêtre belge alors membre des Béatitudes. Début 2022, sa plainte remonte au diocèse de Namur où est incardiné le prêtre. La justice belge, saisie en avril par la victime, se déclare finalement en juillet incompétente pour des faits s'étant déroulés au Congo. L'évêque de Namur, Pierre Warin, limite le ministère de Bernard L. qui reconnaît les faits. Pierre Warin indique avoir transmis le dossier au Dicastère pour la Doctrine de la foi en vue d'un procès canonique. Sur la base d'une grille d'indemnisation pour des abus sexuels élaborée par l’Église en Belgique, la victime se voit proposer la somme de 10 000 euros, dédommagement qu'elle accepte. La convention d'indemnisation n'est cependant pas appliquée par le diocèse de Namur qui décide d'attendre l'issue du procès canonique. La victime sollicite également Victor Abagna Mossa, archevêque d’Owando, lui-même directeur du petit séminaire de Makoua à l'époque des faits, qui ne donne pas suite à l'affaire,.